# Cobra-de-capuz
A cobra-de-capuz (Macroprotodon cucullatus) é uma espécie de cobra da família Colubridae.
Pode ser encontrada na Argélia, Egipto, Israel, Itália, Líbia, Palestina, Portugal, Espanha e Tunísia.
O seu habitat natural são florestas temperadas, matagais temperados, matagais subtropicais ou tropicais secos, maquis, fontes de água doce, áreas rochosas, costas arenosas, terras aráveis, pastagens, plantações, jardins rurais e áreas urbanas.
Está ameaçada por destruição de habitat.